# هیگاشی‌اومی، شیگا
هیگاشی‌اومی در استان شیگا در کشور ژاپن  واقع شده است  که دارای جمعیت ۱۱۷٬۴۸۷ نفر و مساحت ۳۸۸٫۵۸ کیلومتر مربع با تراکم جمعیت 302  نفر در کیلومترمربع است و در تاریخ ۱۱ فوریه ۲۰۰۵ به عنوان شهر شناخته شد.

## نگارخانه

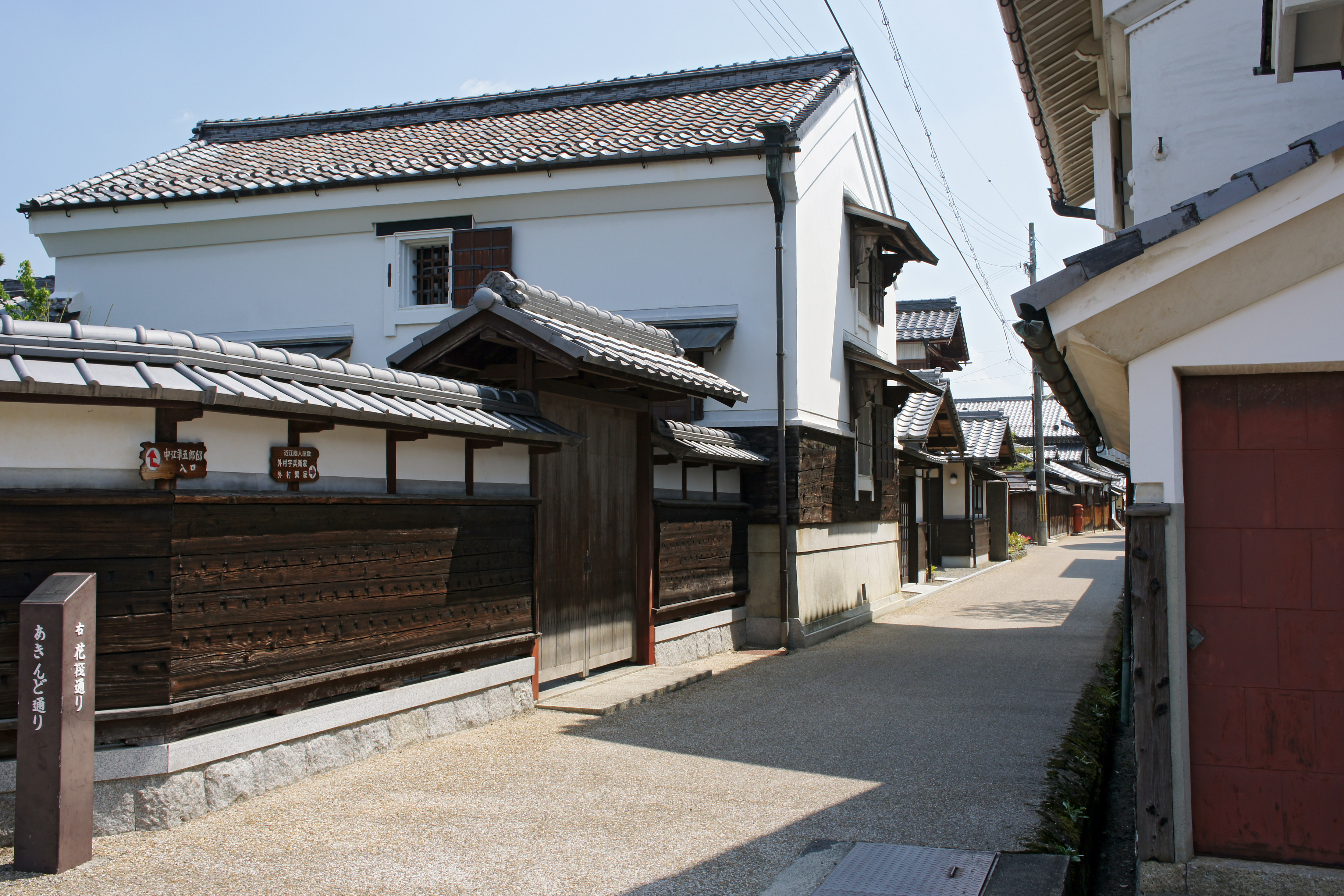
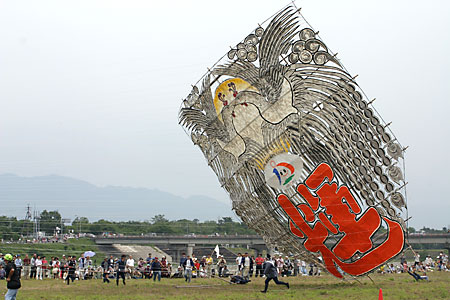
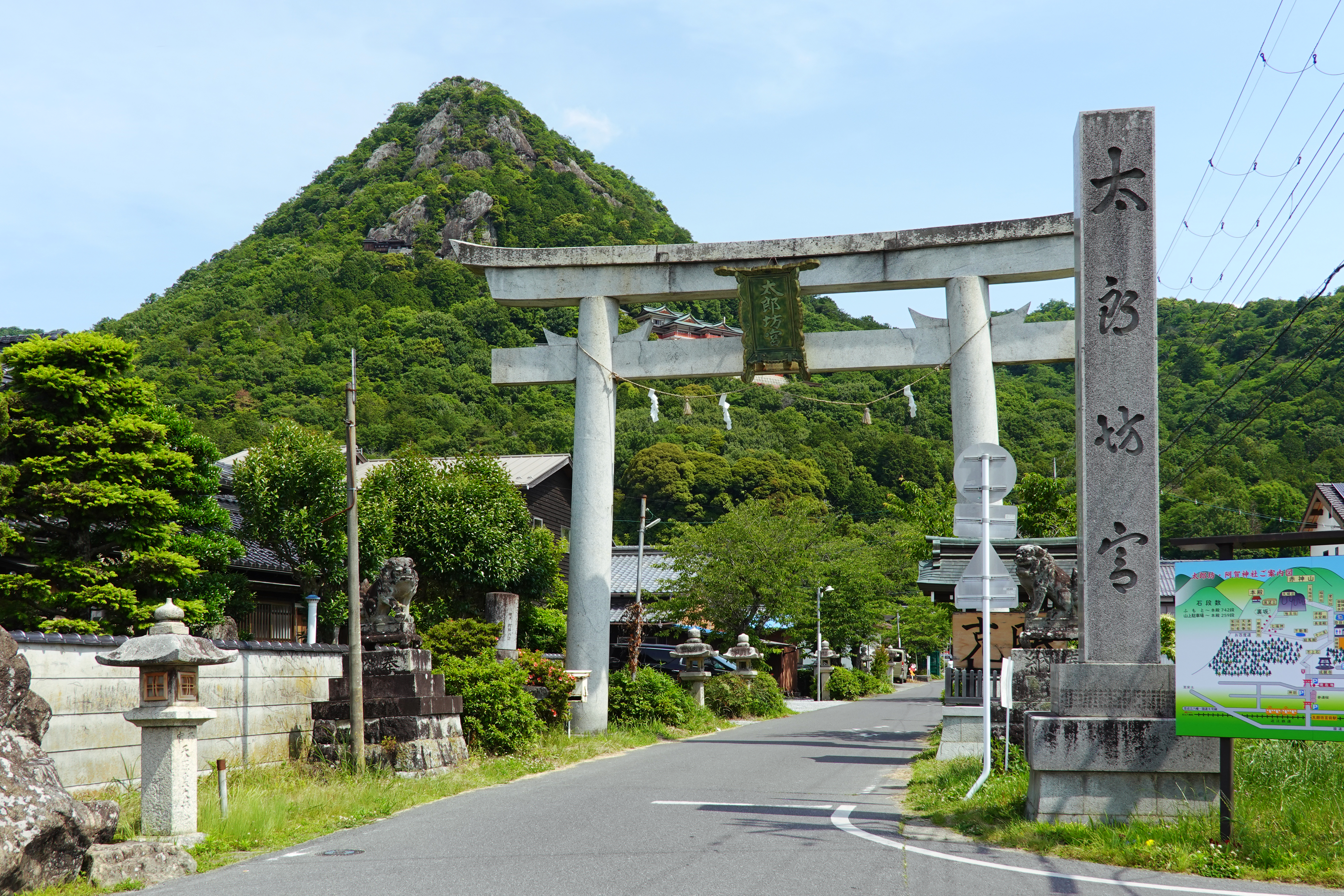
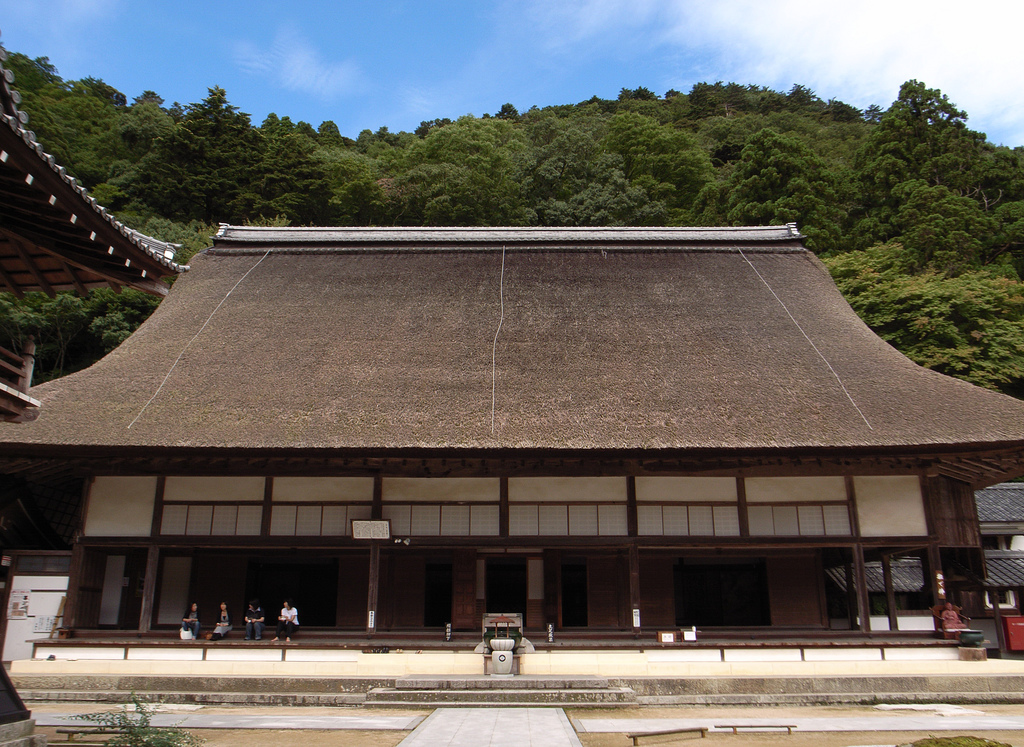